# Glen Rice
Glen Anthony Rice Sr. (* 28. Mai 1967 in Flint, Michigan) ist ein ehemaliger US-amerikanischer Basketballspieler der Miami Heat, Charlotte Hornets, Los Angeles Lakers, New York Knicks, Houston Rockets und Los Angeles Clippers in der National Basketball Association (NBA). Der 2,03 Meter Small Forward gehörte in seiner aktiven Zeit zu den besten Dreipunktschützen der Liga. Stand 2016 steht er mit 1.559 verwandelten Dreiern an 19. Stelle der NBA-Bestenliste. In der Saison 1999/00 gewann er mit den Lakers die NBA-Meisterschaft.

## Karriere
Rice spielte vier Jahre an der University of Michigan, wo er mit den Michigan Wolverines in seinem letzten Collegejahr die NCAA-Meisterschaft erringen konnte und zum besten Spieler des Turniers ausgezeichnet wurde. Er verließ die Wolverines mit 2.442 Punkten als bester Scorer der Teamgeschichte.
Im anschließenden NBA-Draft 1989 wurde er als vierter Spieler von den Miami Heat ausgewählt. Nach seinem ersten Profijahr wurde er in das NBA All-Rookie Second Team berufen. Rice spielte sechs Jahre für die Heat, wo er ein profitabler Scorer war. Allerdings war die Mannschaft nur mäßig erfolgreich und erreichten in Rices Zeit bei den Heat nur zweimal die Playoffs.
Im Sommer 1995 wurde Rice für Alonzo Mourning zu den Charlotte Hornets transferiert. Bei den Hornets hatte Rice seine besten Jahre. Er wurde von 1996 bis 1998 dreimal hintereinander in das All-Star-Team gewählt und wurde 1997 MVP des All-Star-Games. Dabei stellte er mit 20 Punkte in einem Viertel, einen All-Star-Rekord auf. Auch die Saison bei den Hornets verlief gut. Rice wurde mit 26,8 Punkten pro Spiel, hinter Michael Jordan und Karl Malone drittbester Korbjäger der Saison, wurde in das All-NBA Second Team gewählt und die Hornets erreichten die Playoffs.
Nach einer weiteren Saison bei den Hornets wurde er im Sommer 1999 für Eddie Jones und Elden Campbell zu den Los Angeles Lakers transferiert. Bei den Laker traf er auf Shaquille O’Neal und Kobe Bryant und übernahm die Rolle von Jones als startender Small Forward. Er war nun nicht mehr die primäre Angriffsoption, aber er hatte dennoch einen wichtigen Anteil am Gewinn der NBA-Meisterschaft im Jahre 2000. Dennoch konnte Rice in den Augen vieler Lakersfans Fanfavorit Eddie Jones nicht ersetzen.
Trotz 16 Punkte im Schnitt in zwei Jahren, wurde er zu den New York Knicks transferiert. Dort kam er als Sechster Mann auf 12,0 Punkte im Schnitt. Im Sommer 2001 wechselte er zu den Houston Rockets, absolvierte jedoch aufgrund einer Verletzung nur 20 Saisonspiele. Nach einem weiteren Jahr bei den Rockets, wurde er 2003 zu den Utah Jazz transferiert, von diesen jedoch kurz darauf entlassen und von den Los Angeles Clippers unter Vertrag genommen. Er absolvierte 18 Spiele für die Clippers, ehe er eine schwere Knieverletzung erlitt und seine Karriere nach 15 Jahren beenden musste.

## Auszeichnungen
- NBA-Champion 2000
- 3× NBA All-Star: 1995–1998
- All-Star Game MVP 1997
- All-NBA Second Team: 1997
- All-NBA Third Team: 1998
- NBA All-Rookie Second Team: 1990
- NBA Three-Point Shootout Champion 1995
- NCAA-Champion 1989

## Persönliches
Sein Sohn Glen Rice Jr. ist ebenfalls Basketballspieler und wurde im NBA-Draft 2013 von den Philadelphia 76ers ausgewählt.